# متفطرة الطيور
متفطرة الطيور (الاسم العلمي: Mycobacterium avium) هي نوع من البكتيريا يتبع جنس المتفطرة من فصيلة المتفطرات.